# アメリカスミレサイシン
アメリカスミレサイシン（亜米利加菫細辛、学名：Viola sororia、英名：common blue violet）は北アメリカ東部に自生する茎の短い 多年生の草本植物。原産地ではcommon meadow violet、purple violet、the lesbian flower、woolly blue violet、hooded violet、wood violetなど多くの名前で知られる。
日本においては、明治以降に園芸植物として導入されたものが北海道から四国に逸出帰化しており、人家近くの道端や空き地などで見られることがある。
ヒョウモンチョウ族類の幼虫が食草とし、シチメンチョウ、ウサギ、シカ、家畜、ナゲキバト、コリンウズラ、シロアシネズミも餌とする。
イリノイ州, ロードアイランド州, ニュージャージー州およびウィスコンシン州の州の花に指定されている。
種子は自然に散布し、芝生や庭では雑草とみなされることもある。晩夏から初秋には閉花受粉した種子も短い茎の上に頭状に付く。
1900年代初頭にレズビアンの女性が求愛のために贈っていたため、アメリカスミレサイシンは lesbian flower とも呼ばれる。古代ギリシャの女性詩人サッポーが詩の中で恋人とともにスミレの花輪をかぶる描写をしているため、同性愛のシンボルとされたことによる。この習慣は1910年代から1930年代に普及した。

## 利用
芝生や庭の花としての利用に加えて、アメリカスミレサイシンは歴史的には食用や薬用に用いられてきた。
花と葉は食用可能であり、根も食べられるとする情報源もある。
チェロキー族は風邪や頭痛の治療に服用した。
植物学者のラフィネスクは著書Medical Flora, a Manual of the Medical Botany of the United States of North America (1828 - 1830)の中で、アメリカの同時代人がアメリカスミレサイシンを咳、咽頭痛、便秘に用いていると書いている。

## ギャラリー

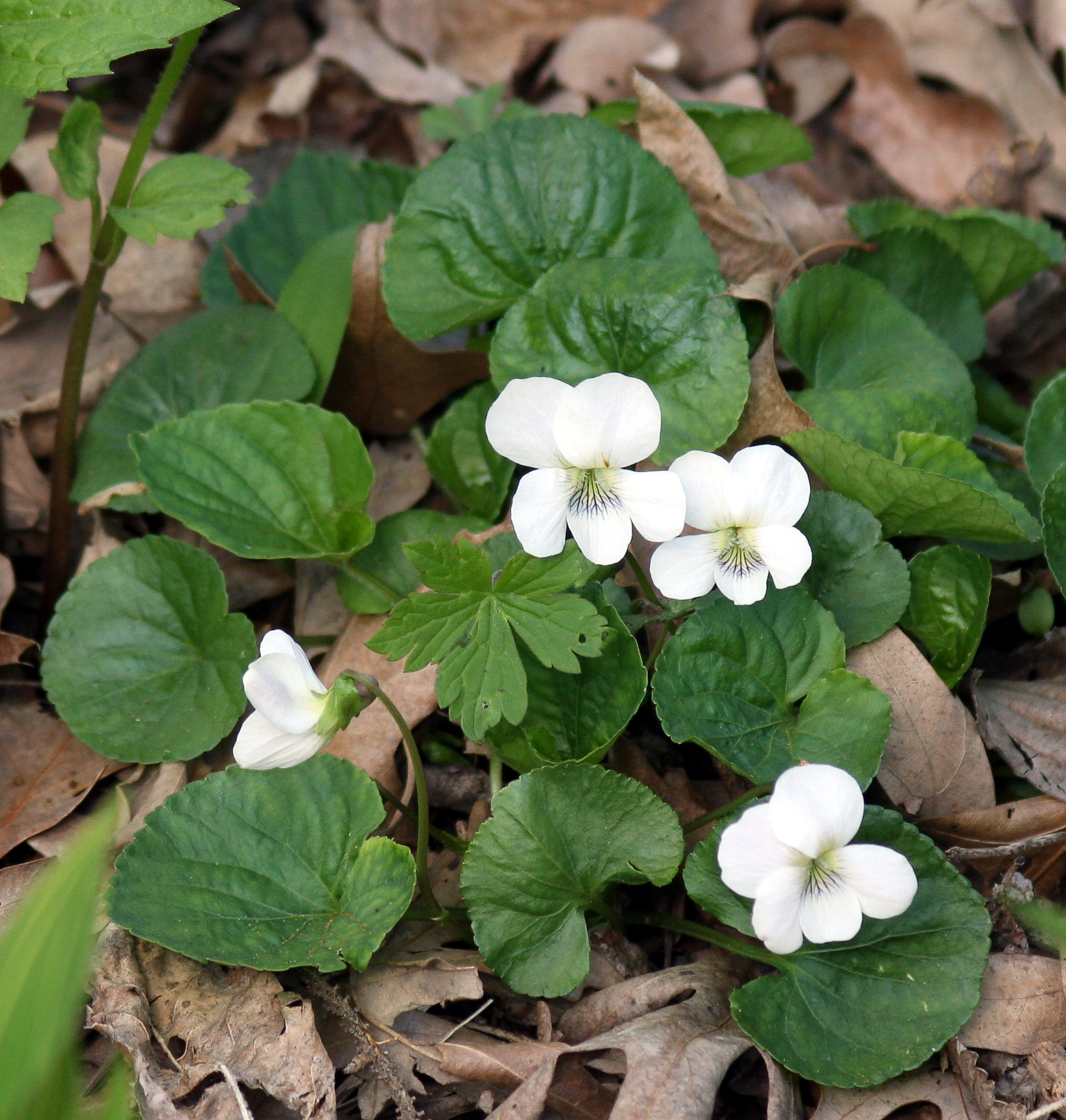
白花品種
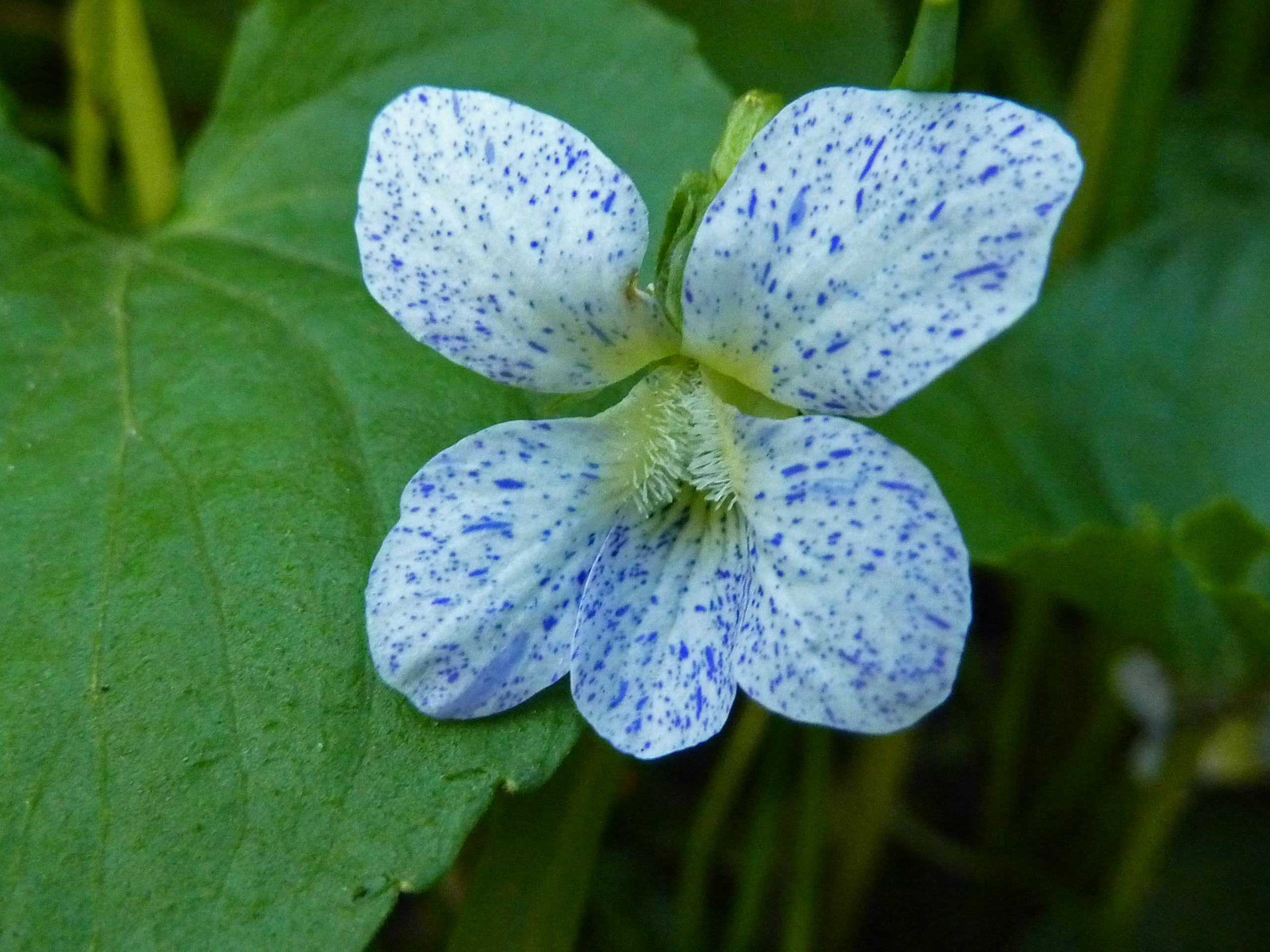
V. sororia 'Freckles'